# Andrena camellia
Andrena camellia là một loài Hymenoptera trong họ Andrenidae. Loài này được Wu mô tả khoa học năm 1977.